# Pietro Luigi Carafa (1677–1755)
Pietro Luigi Carafa (ur. 4 lipca 1677 w Neapolu, zm. 15 grudnia 1755 w Rzymie) – włoski kardynał. Pochodził z tej samej rodziny co szesnastowieczny papież Paweł IV i 13 innych kardynałów.

## Życiorys
Ukończył rzymski uniwersytet La Sapienza, uzyskując tytuł doktora obojga praw w 1694. W 1713 został tytularnym arcybiskupem Larissy i nuncjuszem apostolskim w Toskanii. W 1717 został wezwany z powrotem do Rzymu i mianowany sekretarzem Kongregacji Rozkrzewiania Wiary, a w 1724 – Kongregacji ds. Biskupów i Zakonów. Kreowany kardynałem na konsystorzu we wrześniu 1728 przez papieża Benedykta XIII. Uczestniczył w konklawe w 1730 i 1740. Krótko po tym drugim konklawe uzyskał promocję do diecezji podmiejskiej Albano. Biskup Porto i wicedziekan kolegium kardynałów 1751-53. Kardynał-dziekan i biskup Ostii od 1753 aż do śmierci. Zmarł w wieku 78 lat.